# لنکستر (میزوری)
لنکستر (به انگلیسی: Lancaster) یک شهر در ایالات متحده آمریکا است که در شهرستان شویلر، میزوری واقع شده‌است. لنکستر ۳٫۸۸ کیلومتر مربع مساحت و ۷۲۸ نفر جمعیت دارد و ۲۸۷ متر بالاتر از سطح دریا واقع شده‌است.